# Sébastien Thill
Sébastien Thill (Lussemburgo, 29 dicembre 1993) è un calciatore lussemburghese, centrocampista dello Stal Rzeszów.

## Biografia
È figlio dell'allenatore ed ex calciatore Serge Thill e fratello dei calciatori Vincent e Olivier.

## Carriera

### Club
Dopo numerose stagioni nella prima divisione lussemburghese (nel corso dei quali totalizza complessivamente anche 17 presenze e 2 reti nei turni preliminari di Europa League), nella stagione 2020-2021 ha giocato in prestito prima al Tambov (con cui ha giocato 7 partite nella prima divisione russa) e poi allo Sheriff Tiraspol, club della prima divisione moldava, con cui vince un campionato venendo riconfermato, sempre in prestito, anche per la stagione 2021-2022, nella quale esordisce nella fase a gironi di Champions League.
Il 28 settembre 2021, nella seconda giornata della fase a gironi, realizza la rete del definitivo 2-1 nella vittoria della sua squadra sul campo degli spagnoli del Real Madrid, diventando contestualmente anche il primo calciatore lussemburghese a segnare un gol in Champions League dall'introduzione della fase a gironi nel torneo. Il 19 ottobre seguente, nella partita persa per 3-1 contro l'Inter a San Siro, segna il suo secondo gol consecutivo in Champions League, da calcio piazzato.

### Nazionale
Ha esordito in nazionale il 5 settembre 2015 realizzando il gol vittoria della nell'1-0 inflitto alla Macedonia durante le qualificazioni per l'Europeo del 2016.

## Statistiche

### Cronologia presenze in nazionale
| Cronologia completa delle presenze e delle reti in nazionale ― Lussemburgo | Cronologia completa delle presenze e delle reti in nazionale ― Lussemburgo | Cronologia completa delle presenze e delle reti in nazionale ― Lussemburgo | Cronologia completa delle presenze e delle reti in nazionale ― Lussemburgo | Cronologia completa delle presenze e delle reti in nazionale ― Lussemburgo | Cronologia completa delle presenze e delle reti in nazionale ― Lussemburgo | Cronologia completa delle presenze e delle reti in nazionale ― Lussemburgo | Cronologia completa delle presenze e delle reti in nazionale ― Lussemburgo |
| Data                                                                       | Città                                                                      | In casa                                                                    | Risultato                                                                  | Ospiti                                                                     | Competizione                                                               | Reti                                                                       | Note                                                                       |
| -------------------------------------------------------------------------- | -------------------------------------------------------------------------- | -------------------------------------------------------------------------- | -------------------------------------------------------------------------- | -------------------------------------------------------------------------- | -------------------------------------------------------------------------- | -------------------------------------------------------------------------- | -------------------------------------------------------------------------- |
| 5-9-2015                                                                   | Lussemburgo                                                                | Lussemburgo                                                                | 1 – 0                                                                      | Macedonia                                                                  | Qual. Euro 2016                                                            | 1                                                                          | 72’                                                                        |
| 12-10-2015                                                                 | Lussemburgo                                                                | Lussemburgo                                                                | 2 – 4                                                                      | Slovacchia                                                                 | Qual. Euro 2016                                                            | -                                                                          | 66’                                                                        |
| 13-11-2015                                                                 | Differdange                                                                | Lussemburgo                                                                | 0 – 1                                                                      | Grecia                                                                     | Amichevole                                                                 | -                                                                          | 76’                                                                        |
| 17-11-2015                                                                 | Lussemburgo                                                                | Lussemburgo                                                                | 0 – 2                                                                      | Portogallo                                                                 | Amichevole                                                                 | -                                                                          | 46’                                                                        |
| 29-3-2016                                                                  | Lussemburgo                                                                | Lussemburgo                                                                | 0 – 2                                                                      | Albania                                                                    | Amichevole                                                                 | -                                                                          | 90’                                                                        |
| 31-5-2016                                                                  | Lussemburgo                                                                | Lussemburgo                                                                | 1 – 3                                                                      | Nigeria                                                                    | Amichevole                                                                 | -                                                                          | 78’                                                                        |
| 2-9-2016                                                                   | Riga                                                                       | Lettonia                                                                   | 3 – 1                                                                      | Lussemburgo                                                                | Amichevole                                                                 | -                                                                          | 85’                                                                        |
| 4-6-2017                                                                   | Lussemburgo                                                                | Lussemburgo                                                                | 2 – 1                                                                      | Albania                                                                    | Amichevole                                                                 | -                                                                          | 61’                                                                        |
| 9-6-2017                                                                   | Rotterdam                                                                  | Paesi Bassi                                                                | 5 – 0                                                                      | Lussemburgo                                                                | Qual. Mondiali 2018                                                        | -                                                                          |                                                                            |
| 17-11-2020                                                                 | Lussemburgo                                                                | Lussemburgo                                                                | 0 – 0                                                                      | Azerbaigian                                                                | UEFA Nations League 2020-2021 - 1º turno                                   | -                                                                          | 80’                                                                        |
| 24-3-2021                                                                  | Debrecen                                                                   | Qatar                                                                      | 1 – 0                                                                      | Lussemburgo                                                                | Amichevole                                                                 | -                                                                          |                                                                            |
| 30-3-2021                                                                  | Lussemburgo                                                                | Lussemburgo                                                                | 1 – 3                                                                      | Portogallo                                                                 | Qual. Mondiali 2022                                                        | -                                                                          | 58’                                                                        |
| 2-6-2021                                                                   | Malaga                                                                     | Norvegia                                                                   | 1 – 0                                                                      | Lussemburgo                                                                | Amichevole                                                                 | -                                                                          | 69’                                                                        |
| 6-6-2021                                                                   | Lussemburgo                                                                | Lussemburgo                                                                | 0 – 1                                                                      | Scozia                                                                     | Amichevole                                                                 | -                                                                          | 84’                                                                        |
| 1-9-2021                                                                   | Lussemburgo                                                                | Lussemburgo                                                                | 2 – 1                                                                      | Azerbaigian                                                                | Qual. Mondiali 2022                                                        | -                                                                          | 90+3’                                                                      |
| 4-9-2021                                                                   | Belgrado                                                                   | Serbia                                                                     | 4 – 1                                                                      | Lussemburgo                                                                | Qual. Mondiali 2022                                                        | -                                                                          | 90+1’                                                                      |
| 9-10-2021                                                                  | Lussemburgo                                                                | Lussemburgo                                                                | 0 – 1                                                                      | Serbia                                                                     | Qual. Mondiali 2022                                                        | -                                                                          |                                                                            |
| 12-10-2021                                                                 | Faro                                                                       | Portogallo                                                                 | 5 – 0                                                                      | Lussemburgo                                                                | Qual. Mondiali 2022                                                        | -                                                                          | 46’                                                                        |
| 11-11-2021                                                                 | Baku                                                                       | Azerbaigian                                                                | 1 – 3                                                                      | Lussemburgo                                                                | Qual. Mondiali 2022                                                        | 1                                                                          | 72’                                                                        |
| 14-11-2021                                                                 | Lussemburgo                                                                | Lussemburgo                                                                | 0 – 3                                                                      | Irlanda                                                                    | Qual. Mondiali 2022                                                        | -                                                                          | 86’                                                                        |
| 25-3-2022                                                                  | Lussemburgo                                                                | Lussemburgo                                                                | 1 – 3                                                                      | Irlanda del Nord                                                           | Amichevole                                                                 | -                                                                          | 84’                                                                        |
| 29-3-2022                                                                  | Zenica                                                                     | Bosnia ed Erzegovina                                                       | 1 – 0                                                                      | Lussemburgo                                                                | Amichevole                                                                 | -                                                                          | 73’                                                                        |
| 4-6-2022                                                                   | Vilnius                                                                    | Lituania                                                                   | 0 – 2                                                                      | Lussemburgo                                                                | UEFA Nations League 2022-2023 - 1º turno                                   | -                                                                          | 89’                                                                        |
| 7-6-2022                                                                   | Tórshavn                                                                   | Fær Øer                                                                    | 0 – 1                                                                      | Lussemburgo                                                                | UEFA Nations League 2022-2023 - 1º turno                                   | -                                                                          | 86’                                                                        |
| 11-6-2022                                                                  | Lussemburgo                                                                | Lussemburgo                                                                | 0 – 2                                                                      | Turchia                                                                    | UEFA Nations League 2022-2023 - 1º turno                                   | -                                                                          | 46’                                                                        |
| 14-6-2022                                                                  | Lussemburgo                                                                | Lussemburgo                                                                | 2 – 2                                                                      | Fær Øer                                                                    | UEFA Nations League 2022-2023 - 1º turno                                   | -                                                                          | 67’                                                                        |
| 22-9-2022                                                                  | Istanbul                                                                   | Turchia                                                                    | 3 – 3                                                                      | Lussemburgo                                                                | UEFA Nations League 2022-2023 - 1º turno                                   | -                                                                          |                                                                            |
| 25-9-2022                                                                  | Lussemburgo                                                                | Lussemburgo                                                                | 1 – 0                                                                      | Lituania                                                                   | UEFA Nations League 2022-2023 - 1º turno                                   | -                                                                          | 90+6’                                                                      |
| 17-11-2022                                                                 | Lussemburgo                                                                | Lussemburgo                                                                | 2 – 2                                                                      | Ungheria                                                                   | Amichevole                                                                 | -                                                                          | 46’                                                                        |
| 20-11-2022                                                                 | Lussemburgo                                                                | Lussemburgo                                                                | 0 – 0                                                                      | Bulgaria                                                                   | Amichevole                                                                 | -                                                                          | 90+2’                                                                      |
| 23-3-2023                                                                  | Trnava                                                                     | Slovacchia                                                                 | 0 – 0                                                                      | Lussemburgo                                                                | Qual. Euro 2024                                                            | -                                                                          | 84’                                                                        |
| 26-3-2023                                                                  | Lussemburgo                                                                | Lussemburgo                                                                | 0 – 6                                                                      | Portogallo                                                                 | Qual. Euro 2024                                                            | -                                                                          | 82’                                                                        |
| 11-9-2023                                                                  | Faro                                                                       | Portogallo                                                                 | 9 – 0                                                                      | Lussemburgo                                                                | Qual. Euro 2024                                                            | -                                                                          | 46’                                                                        |
| 16-11-2023                                                                 | Lussemburgo                                                                | Lussemburgo                                                                | 4 – 1                                                                      | Bosnia ed Erzegovina                                                       | Qual. Euro 2024                                                            | -                                                                          | 75’                                                                        |
| 19-11-2023                                                                 | Vaduz                                                                      | Liechtenstein                                                              | 0 – 1                                                                      | Lussemburgo                                                                | Qual. Euro 2024                                                            | -                                                                          | 57’                                                                        |
| 26-3-2024                                                                  | Lussemburgo                                                                | Lussemburgo                                                                | 2 – 1                                                                      | Kazakistan                                                                 | Amichevole                                                                 | -                                                                          | 64’                                                                        |
| 5-6-2024                                                                   | Metz                                                                       | Francia                                                                    | 3 – 0                                                                      | Lussemburgo                                                                | Amichevole                                                                 | -                                                                          | 44’                                                                        |
| 5-9-2024                                                                   | Belfast                                                                    | Irlanda del Nord                                                           | 2 – 0                                                                      | Lussemburgo                                                                | UEFA Nations League 2024-2025 - 1º turno                                   | -                                                                          | 85’                                                                        |
| 8-9-2024                                                                   | Lussemburgo                                                                | Lussemburgo                                                                | 0 – 1                                                                      | Bielorussia                                                                | UEFA Nations League 2024-2025 - 1º turno                                   | -                                                                          | 46’                                                                        |
| 6-6-2025                                                                   | Lussemburgo                                                                | Lussemburgo                                                                | 0 – 1                                                                      | Slovenia                                                                   | Amichevole                                                                 | -                                                                          | 71’                                                                        |
| Totale                                                                     |                                                                            | Presenze                                                                   | 40                                                                         |                                                                            | Reti                                                                       | 2                                                                          |                                                                            |

## Palmarès

### Club

#### Competizioni nazionali
- Campionato moldavo: 2

Sheriff Tiraspol: 2020-2021, 2021-2022
- Coppa di Moldavia: 1

Sheriff Tiraspol: 2021-2022